# Nació sense estat
Les nacions sense estat són comunitats humanes que, tot i tenir les característiques culturals o identitàries associades habitualment amb una nació, no disposen d'un estat independent, i en molts casos, no estan reconegudes oficialment com a comunitats diferenciades. Les nacions sense estat, per tant, estan incloses en estats, on la nació predominant és una altra, o repartides entre diversos estats.
El reconeixement oficial de les nacions sense estat és molt variable. En alguns estats, es parla obertament de nacions, o nacionalitats, i en alguns casos aquestes han aconseguit estructures administratives o de govern pròpies. En d'altres, la diversitat nacional no és ben vista, i des de l'estat es propugna una uniformitat nacional.
La definició de què és o no una nació sense estat és subjectiva. A més, sovint conviuen en un mateix territori persones amb sentiments nacionals molt diferents. En d'altres, determinar quin és el territori exacte que correspon a una nació pot ser difícil. En general, les nacions que es llisten a sota compleixen almenys algun dels tres criteris següents:
- Reconeixement oficial per part de l'estat com a comunitat nacional, nacionalitat o semblant.
- Presència de trets culturals o lingüístics ben definits i diferenciats dels majoritaris en l'estat.
- Existència d'un moviment cultural o polític que en reivindiqui l'existència.

## Nacions sense estat
La definició teòrica d'una nació és tota aquella comunitat de persones que participen d'un sentiment d'identitat col·lectiva singular, a partir d'una sèrie de característiques compartides en el camp cultural, jurídic, lingüístic o altre. El problema, però, és que aquesta definició admet diverses interpretacions, fent que el terme nació sigui molt subjectiu. Sovint la seva definició és qüestió de debat en els mitjans informatius o en les controvèrsies polítiques. Per això, sovint s'entén com a nació al conjunt de persones subjugades a un pensament d'origen únicament polític. És a dir, la nació no la crea el poble en si, sinó que la crea una agrupació de polítics. N'és un exemple clar territoris com ara Andalusia (Espanya), que podria declarar-se com a nació pròpia o com un territori més de la nació espanyola o castellana.

## Organització de Pobles i Nacions No Representats
L'Organització de Pobles i Nacions No Representats (UNPO, per Unrepresented Nations and Peoples Organization) és una organització fundada en 1991 per representar els estats amb reconeixement limitat, i les nacions que no poden estar representades a l'ONU.
La següent llista conté les nacions sense estat inscrites a l'UNPO.
| a Amèrica - Buffalo River Dene Nation - Lakota - Maputxe - Nahuals de l'Alt Balsas - Nuxálks - Tsimshian | a Àfrica - Afrikaners - Batwa - Cabinda - Camerun Meridional - Massai - Ogoni - Oromo - Rehoboth Basters - Somaliland - Vhavenda - Zanzíbar | a Àsia - Aceh - Ahwazi - Assiris - Azerbaidjan Meridional - Buriàtia - Chin - Chittagong Hill Tracts - Pobles de la Cordillera - Turquestan Oriental - Mon - Montagnards - Nagalim - Turcmans d'Irak - Estat Karenni - Khmer Krom - Kurdistan - Mari o la República de Mari El - Shan - Sindh - Moluques del Sud - Taiwan - Tibet - Tuva - Balutxistan Occidental - Watcheka | a Europa - Moràvia - Abkhàzia - Albanesos de Macedònia - Baixkortostan - Circàssia - Txuvàixia - Tàtars de Crimea - República Txetxena d'Itxkèria - Gagaúsia - Grec d'Albània - Hongaresos de Romania - Ingúixia - Komi - Kosova - Kumyk - Sanjak - Escània - Talysh - Udmúrtia - Països Catalans - Occitània - Euskal Herria - Còrsega - Bretanya | a Oceania i Australàsia - Aborígens australians - Bougainville - Ka Lahui Hawai'i - Maohi - Papua Occidental |

### El cas de Catalunya
El cas de Catalunya o els Països Catalans és un cas especial, igual que altres nacions d'Espanya, com la basca o la gallega, d'Europa, com Bretanya o Baviera, i fins i tot a nivell mundial com el Quebec o el Sàhara Occidental. El Parlament de Catalunya ha definit Catalunya com una nació formada pel poble català majoritàriament. Fins i tot la Constitució Espanyola reconeix a Catalunya, País Basc, Navarra, Aragó, Galícia, Illes Balears, Andalusia, Illes Canàries i a la País Valencià com a nacionalitat: els dota d'autonomia i reconeix la llengua i la cultura. Per tant, l'UNPO, no va veure necessitat d'ajudar Catalunya en el seu procés de reconeixement fins al 10 de gener de 2019, dia en el qual va afegir-se a l'UNPO l'Assemblea Nacional Catalana.